# Nakamikado
Nakamikado (中御門天皇; Nakamikado Tennó, 14. leden 1702 – 10. květen 1737) byl v pořadí 114. japonským císařem. Vládl v letech 1709–1735. Jeho vlastní jméno bylo Jasuhito.
Nakamikado byl pátým synem císaře Higašijamy. Korunním princem se stal v roce 1708. Rok nato se stal císařem po abdikaci svého otce ve věku sedmi let. Jeho otec odešel do ústraní, ale ve skutečnosti (kvůli císařovu mládí) vládl ve jménu Nakamikada. Později Higašijamu v roli regenta nahradil Nakamikadův děda Reigen (předchůdce Higašijamy na trůnu).
Nakamikado vládl v období tzv. šógunátu, za jeho vlády se v čele tohoto státního útvaru vystřídali hned tři šóguni. V roce 1735 císař abdikoval ve prospěch svého syna Teruhita, který začal vládnout jako Sakuramači.
Vláda císaře Nakamikada probíhala ve třech obdobích:
- Hóei
- Šótoku (období)
- Kjóhó

## Potomci
- první syn: princ Teruhito (císař Sakuramači)
- druhý syn: jméno neznámo, stal se buddhistickým knězem
- třetí syn: jméno neznámo, stal se buddhistickým knězem
- čtvrtý syn: jméno neznámo, stal se buddhistickým knězem
- pátý syn: Nobu-no-Mija
- šestý syn: jméno neznámo, stal se buddhistickým knězem
- první adoptovaný syn: jméno neznámo, stal se buddhistickým knězem
- druhý adoptovaný syn: jméno neznámo

- první dcera: jméno neznámo
- druhá dcera: San-no-Mija
- třetí dcera: Go-no-Mija
- čtvrtá dcera: Mičihide
- pátá dcera: jméno neznámo
- šestá dcera: jméno neznámo
- sedmá dcera: jméno neznámo
- osmá dcera: jméno neznámo